# Prascorsano
Prascorsano és un comune (municipi) de la ciutat metropolitana de Torí, a la regió italiana del Piemont, situat a uns 35 quilòmetres al nord de Torí. A 1 de gener de 2019 la seva població era de 753 habitants.
Prascorsano limita amb els següents municipis: Cuorgnè, San Colombano Belmonte, Canischio, Pratiglione, Valperga, Pertusio i Rivara.